# Hideaki Takizawa
 (mai 2025).
Si vous disposez d'ouvrages ou d'articles de référence ou si vous connaissez des sites web de qualité traitant du thème abordé ici, merci de compléter l'article en donnant les références utiles à sa vérifiabilité et en les liant à la section « Notes et références ».
Hideaki Takizawa (滝沢秀明, Takizawa Hideaki) est un acteur et chanteur japonais né le 29 mars 1982 à Tokyo. Il est membre duo de J-pop nommé Tackey & Tsubasa.

## Dramas
- Orthros no inu (2009)
- Kokuchi sezu (2008)
- Yukinojo henge (2008)
- Kimi ga kureta natsu (2007)
- Satomi Hakkenden (2006)
- Yoshitsune (2005)
- Chichi no Umi, Boku no Sora (2004)
- Boku dake no Madonna (2003)
- Taiyou no Kisetsu (2002)
- Antique (2001)
- Strawberry on the shortcake (2001)
- Taiyou wa Shizumanai (2000)
- Shin oretachi no tabi (1999)
- Majo no Jouken (1999)
- News no Onna (1998)
- Dareka ga dareka ni koishiteru
- Chef (1995)
- Mokuyou no Kaidan (1995)